# روبرت ثيرسك
روبرت ثيرسك (بالإنجليزية: Robert Thirsk) (و. 1953 – م) هو رائد فضاء، ومهندس، وطبيب من كندا . ولد في نيو ويستمينيستر، كولومبيا البريطانية.

## ريادة الفضاء
شارك في المهمات الفضائية:
- البعثة 20
- سويوز ت م إ 15
- البعثة 21
- STS-78.

## التعليم
تعلم في جامعة مكغيل، وMIT Sloan School of Management، ومعهد ماساتشوست للتكنولوجيا

## جوائز
حصل على جوائز منها:
- Medal "For Merit in Space Exploration".